# Крейсерський танк

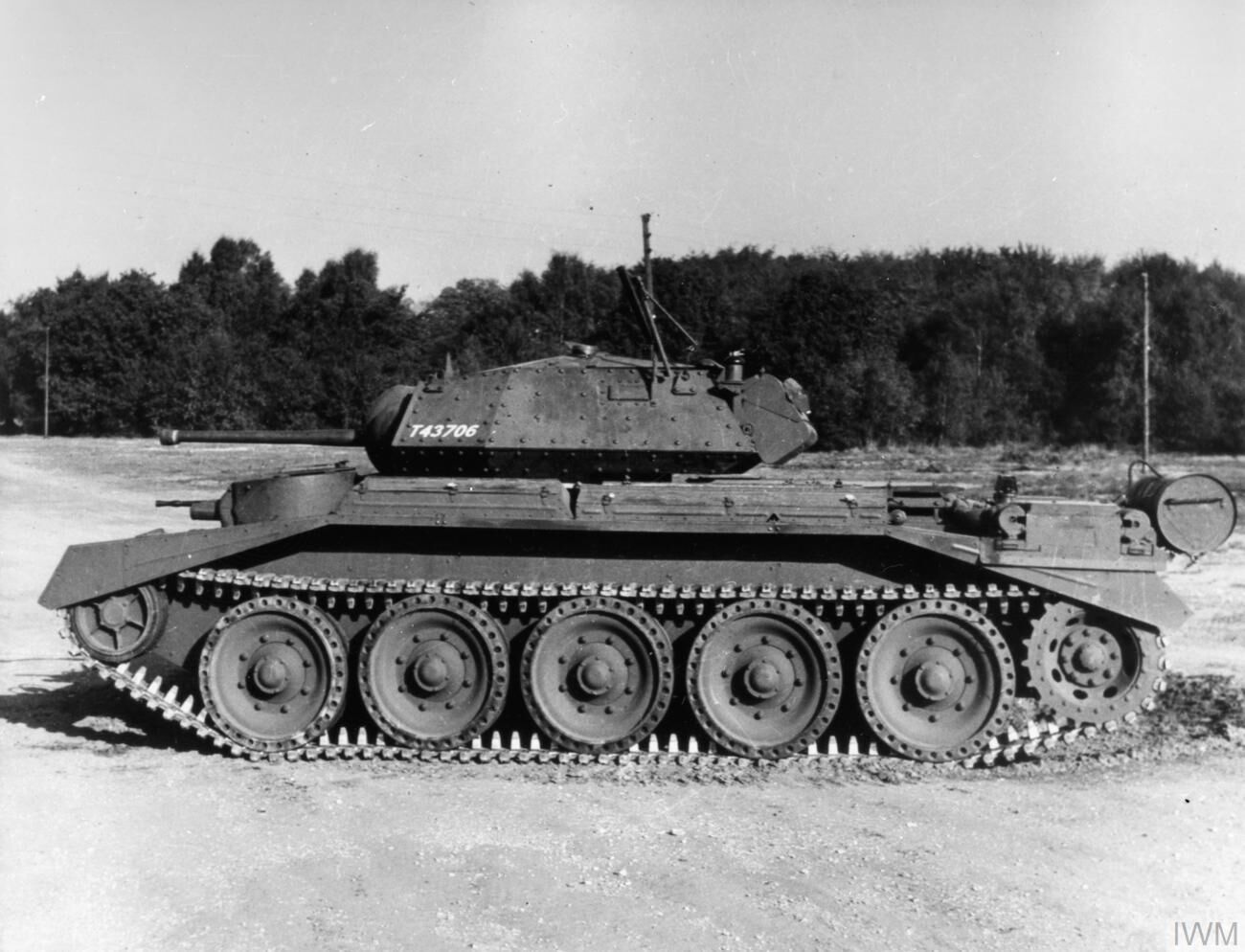
Британський крейсерський танк «Крусейдер» Mark VI

Крейсерський танк (англ. Cruiser tank, також  кавалерійський танк, cavalry tank чи швидкий танк, fast tank) — за британською класифікацією танків, котра існувала з 1930-х — 1940-вих років, танк багатоцільового призначення, що характеризувався раціональним поєднанням основних бойових властивостей і характеристик та призначався для швидкого проникнення в тил ворога й завдавання йому збитку шляхом раптових атак на найбільш вразливі об'єкти, штаби, лінії комунікацій, транспортні вузли, склади тощо.

## Зміст
За передвоєнними поглядами британських експертів до крейсерських танків мали відноситься швидкохідні танки з легкою бронею і невеликими гарматами, спроможними швидко прориватися в тил супротивника і наносити йому шкоди шляхом несподіваних атак. На практиці в ході Другої світової війни ці танки виявилися малоефективними — це було викликано в першу чергу тим, що командування не вміло правильно тактично і стратегічно використовувати наявну в їх розпорядженні техніку і використовувало мобільні та слабоброньовані крейсерські танки в ролі піхотних, що викликало величезні втрати в техніці. Єдиною країною, яка успішно застосовувала суто крейсерські танки в ході Другої світової війни, стала Німеччина. Ефективність була досягнута у зв'язку з високою виучкою особового складу і грамотною підготовкою командного складу, що дозволило німецьким сухопутним військам здобути ряд значних успіхів на початку Другої світової війни.
За радянською класифікацією крейсерські танки можна було б віднести до легких і середніх танків, наприклад танки серії БТ (БТ-2, БТ-5, БТ-7 та інші). У німецькій традиції до таких танків можна віднести танки Panzer III. В англо-американській традиції прикладом крейсерського танка може послужити англійський «Крусейдер».
На початку 1930-х років у СРСР починається виробництво швидкохідних танків. Ряд дослідників відносять ці танки до танків розвитку прориву. В рамках цієї концепції відзначилося КБ заводу ім. Комінтерну під керівництвом А. А. Морозова, яка послідовно розробляючи цей напрямок в танкобудуванні і створило наступну лінійку зразків бронетехніки: БТ-2 (1931), БТ-5 (1933), БТ-7 (1934). Надалі, розвиваючи концепцію швидкохідного танка, КБ заводу ім. Комінтерну в 1939 році запустило у виробництво танк Т-34 зразка 1939 року, який був багато в чому конструктивним спадкоємцем лінійки танків БТ. Трофейні танки цього типу використовувалися вермахтом.

## Список крейсерських танків британської армії
| Найменування         | Спеціальний код | Озброєння                                                                                             | Бойова вага | Товщина броні | Швидкість ходу | Роки виробництва | Кількість випущених   |
| -------------------- | --------------- | --- | ----------- | ------------- | -------------- | ---------------- | --------------------- |
| «Крузер» Mk I        | A9              | 40-мм протитанкова гармата QF 2 pounder                                                               | 12 т        | 6–14 мм       | 40 км/год      | 1936–1940        | 125                   |
| «Крузер» Mk II       | A10             | 40-мм протитанкова гармата QF 2 pounder                                                               | 14 т        | 6–30 мм       | 26 км/год      | 1939–1941        | 170                   |
| «Крузер» Mk III      | A13             | 40-мм протитанкова гармата QF 2 pounder                                                               | 14 т        | 6–14 мм       | 48 км/год      | 1939             | 65                    |
| «Крузер» Mk IV       | A13 Mk II       | 40-мм протитанкова гармата QF 2 pounder                                                               | 15 т        | 6–30 мм       | 48 км/год      | 1939–1941        | 270                   |
| «Ковенантор» Мк V    | A13 Mk III      | 40-мм протитанкова гармата QF 2 pounder                                                               | 19 т        | 7–40 мм       | 50 км/год      | 1940–1943        | 1 779                 |
| «Крусейдер» Mk VI    | A15             | 40-мм протитанкова гармата QF 2 pounder (Mk I та II) 57-мм протитанкова гармата QF 6-pounder (Mk III) | 19–20 т     | до 26/32 мм   | 42 км/год      | 1940–1943        | 4 917                 |
| «Кавалер» Mk VII     | A24             | 57-мм протитанкова гармата QF 6-pounder                                                               | 27 т        | до 76 мм      | 38 км/год      | 1943–1944        | 497                   |
| «Кромвель» Mk VIII   | A27             | 57-мм протитанкова гармата QF 6-pounder                                                               | 28 т        | до 76 мм      | 64 км/год      | 1942–1944/1945   | 1 774 + 2 547 = 4 321 |
| «Челленджер» Mk VIII | A30             | 76-мм протитанкова гармата QF 17-pounder                                                              | 33 т        | до 102 мм     | 52 км/год      | 1944–1945        | 192                   |
| «Комет»              | A34             | 76-мм протитанкова гармата QF 17-pounder                                                              | 33 т        | bis 102 мм    | 50 км/год      | 1944–1945        | 623                   |

## Відео
- TANKS of World War II (Allies) [Архівовано 15 травня 2019 у Wayback Machine.]